# Pertusaria melanospora
Pertusaria melanospora är en lavart som beskrevs av Nyl. Pertusaria melanospora ingår i släktet Pertusaria och familjen Pertusariaceae.   Inga underarter finns listade i Catalogue of Life.